# Allgemeines Pensionsgesetz
Das Allgemeine Pensionsgesetz (APG) regelt seit dem 1. Jänner 2005 das Pensionssystem für alle in Österreich in der Pensionsversicherung versicherten Personen, die ab dem 1. Jänner 1955 geboren sind.
Die Beitragssätze der Pensionsversicherung, die nicht jährlich neu festgesetzt werden, betragen für Arbeiter und Angestellte einheitlich 22,8 Prozent des monatlichen Arbeitsverdiensts bis zur Höchstbeitragsgrundlage (2022: 5.670 Euro), wovon 10,25 Prozent von den Arbeitnehmern (Dienstnehmeranteil) und 12,55 Prozent von den Arbeitgebern (Dienstgeberanteil) erhoben werden.
Eine Pensionsversicherung für Beamte gibt es in der österreichischen Sozialversicherung nicht. Die gesetzlich als Ruhegenuss bezeichnete Altersversorgung wird für ehemalige Bundesbeamte vom Pensionsservice der Versicherungsanstalt öffentlich Bediensteter, Eisenbahnen und Bergbau verwaltet, aber vom ehemaligen Dienstgeber aus dem Staatshaushalt erbracht, in den auch die Pensionsbeiträge fließen. Aktiven Beamten wird ein Pensionsbeitrag abgezogen, der in den 1990er Jahren angehoben wurde auf 12,55 Prozent für vor dem 1. Jänner 1955 Geborene. Für spätere Jahrgänge beträgt er zwischen 10,25 und 12,40 Prozent und für Bezugsteile über der ASVG-Höchstbeitragsgrundlage (2025: 6.450 Euro) zwischen 0 und 11,73 Prozent. Der Dienstgeber entrichtet einen Pensionsbeitrag von 12,55 Prozent.
Für Österreich betrug der Kostenanstieg der Pensionsversicherung in den Jahren 2008–2018 42,7 Prozent, während das BIP nur um 31,4 Prozent gesteigert wurde. Vor allem in wirtschaftlich schlechten Jahren nimmt die Diskrepanz zwischen Pensionen und BIP besonders stark zu.

## Geschichte
In Österreich waren früher Pensionisten (als Pensionäre werden in Österreich Bewohner von Altersheimen/Altenheimen bezeichnet) nur ehemalige Beamte, während Rentner ehemals in der Privatwirtschaft gearbeitet haben. Heute beziehen alle ehemaligen Arbeitnehmer Pensionen, die allerdings nicht den gleichen Berechnungsgrundlagen, wie z. B. Durchrechnungszeiten, unterliegen. Heute werden Pensionsbezieher durchgehend als Pensionisten bezeichnet.
Das Wort Pension für eine dauernde Leistung aus der Pensionsversicherung wurde in Österreich durch Gesetzesnovellen im Jahr 1962 eingeführt; vorher bezeichnete das Allgemeine Sozialversicherungsgesetz (ASVG) auch Pensionsversicherungsleistungen als Renten. Seitdem werden in Österreich nur noch die dauernden Leistungen aus der gesetzlichen Unfallversicherung als Renten bezeichnet. Hingegen verwenden sowohl das Recht der Europäischen Union als auch das deutsche Recht weiterhin das Wort ‚Rente‘ für Leistungen aus Pensionsversicherungen.
Trotz der Pensionsharmonisierung am 1. Jänner 2005 unterscheidet das österreichische Pensionssystem weiterhin zwischen der weitgehend vereinheitlichten gesetzlichen Pensionsversicherung (umfasst unselbständig Beschäftigte, Bauern und Selbständige) und den verschiedenen Beamtenversorgungssystemen. Das Pensionsrecht der Beamten des Bundes wird zunehmend mit dem allgemeinen Pensionsrecht der Erwerbstätigen in der Privatwirtschaft und der Vertragsbediensteten zusammengeführt. Bei Beamten, die ab 1976 geboren oder die ab 2005 ernannt worden sind, wird die Pension ausschließlich nach dem Allgemeinen Pensionsgesetz (= Pensionskonto) berechnet. Für die vorher Geborenen bzw. Ernannten gelten Übergangsregelungen.
Bis 31. Dezember 2004 gab es verschiedenste Pensionsregelungen für unterschiedliche soziale Gruppen wie Arbeiter, Angestellte, Selbständige, Bauern oder Arbeiter in knappschaftlichen Betrieben. Diese alten Regelungen haben für alle Versicherten, die vor dem 1. Jänner 1955 geboren wurden, weiterhin Gültigkeit. Auch für alle später Geborenen, die bereits vor dem 1. Jänner 2005 Versicherungszeiten erworben haben, gelten die alten Bestimmungen teilweise weiter.
Im Zuge der Pensionsharmonisierung wurde das Allgemeine Pensionsgesetz verabschiedet.

## Anspruchsvoraussetzungen

### Anfallsalter
Das Anfallsalter für eine Alterspension wurde einheitlich mit 65 Jahren für Frauen und Männer festgelegt. Für Frauen geboren bis zum 1. Juni 1968 gelten Übergangsbestimmungen.
Neben der Alterspension wurde für Versicherte mit langer Versicherungsdauer die Möglichkeit der Korridorpension geschaffen. Das Anfallsalter für diese Pensionsart liegt bei 62 Jahren.

### Mindestversicherungszeit
Die früher als „Wartezeit“ bezeichnete Mindestversicherungszeit beträgt für eine Alterspension 180 Versicherungsmonate, von denen mindestens 84 aufgrund einer Erwerbstätigkeit erworben sein müssen.
Für die Korridorpension beträgt die Mindestversicherungszeit 480 Versicherungsmonate.
Für die Mindestversicherungszeit gelten nur Versicherungsmonate nach dem APG – also nur Versicherungsmonate erworben ab 2005. Versicherte, die bereits vor dem 1. Jänner 2005 Versicherungszeiten erworben haben, können die Anspruchsvoraussetzungen auch erfüllen, wenn sie die Wartezeit nach den alten, bis 2004 geltenden Regelungen, erfüllen.

## Berechnung

### Vorgängermodelle
Nach den alten Bestimmungen wurde zunächst eine Bemessungsgrundlage gebildet, die sich aus dem Durchschnitt der Einkommen (bis zur Höchstbeitragsgrundlage) in einem bestimmten Bemessungszeitraum errechnet hat. Als Pension gebührte ein gewisser Prozentsatz von der Bemessungsgrundlage. Der Prozentsatz war von der Anzahl der Versicherungsmonate abhängig.

### Pensionskonto
Entgegen den Vorgängermodellen wird die Pension nach dem Allgemeinen Pensionsgesetz grundsätzlich anders errechnet. Für jeden Versicherten wird ein Pensionskonto eingerichtet. Am Ende eines Kalenderjahres wird eine jährliche Gutschrift auf das Pensionskonto ermittelt (1,78 % der Summe der Beitragsgrundlagen in diesem Jahr – also vereinfacht gesagt 1,78 % vom Jahresverdienst – allerdings nur bis zur Höchstbeitragsgrundlage von derzeit (Stand 2015: monatlich 5.425,- Euro)).
Die Summe aller jährlichen Gutschriften (diese werden jeweils entsprechend aufgewertet, um die Teuerungsrate abzugelten) ergibt dann eine Gesamtgutschrift. Die Gesamtgutschrift bei Pensionsbeginn entspricht einer Jahrespension – also ergibt sich eine Monatspension, indem die Gesamtgutschrift durch 14 geteilt wird, da zu den 12 Monatsauszahlungen noch 2 Pensionssonderzahlungen kommen, die im April und Oktober ausgezahlt werden.
| Beispiel Pensionsberechnung nach dem APG | Beispiel Pensionsberechnung nach dem APG           |
| --- | -------------------------------------------------- |
| Monatseinkommen (brutto) | € 2.000,-                                          |
| ergibt Jahreseinkommen | € 2.000,- x 14 = € 28.000,-                        |
| ergibt Jahresgutschrift (1,78 %) | € 28.000,- x 1,78 % = € 498,40                     |
| angenommen der Versicherte arbeitet 40 Jahre lang und verdient jedes Jahr gleich viel (also € 28.000,-) und jährliche Anpassungen (Teurungsausgleich) lassen wir der Einfachheit halber außer Betracht – ergibt das eine Lebens-Gesamtgutschrift | € 498,40 × 40 = € 19.936,- (= Jahresbruttopension) |
| ergibt eine monatliche Bruttopension | € 19.936,- : 14 = 1.424,-                          |

Jeder Versicherte nach dem APG kann jederzeit von seinem Pensionsversicherungsträger einen aktuellen Auszug seines Pensionskontos (Kontostand) anfordern. Bereits festgestellte Gutschriften bleiben garantiert und können nicht durch zukünftige Gesetzesänderungen reduziert werden. Dadurch soll eine gewisse Rechtssicherheit bei der Altersvorsorge erzielt werden.

### Parallelrechnung (bis 31. Dezember 2013)
Für alle Versicherten, die ab dem 1. Jänner 1955 geboren sind und Versicherungszeiten nach altem und neuem Recht (also vor 2005 und ab 2005) erworben haben, wird die sogenannte Parallelrechnung angewandt (Ausnahmen bei geringem Anteil nach alten bzw. neuem Recht).
Zunächst wird hier eine fiktive Pensionshöhe nach altem Recht (ASVG, GSVG, FSVG, BSVG) errechnet – und zwar so, als wären alle Versicherungsmonate (auch die ab 2005) nach altem Recht erworben worden (als hätte es das APG gar nicht gegeben).
Danach wird eine fiktive Pensionshöhe nach dem APG errechnet – so, als wären alle Versicherungsmonate (auch die vor 2005) nach neuem Recht erworben worden (als hätte das APG immer schon gegolten).
Nun wird festgestellt, wie viel Prozent der Versicherungsmonate nach altem Recht (also vor 2005) und wie viel Prozent nach dem APG (also ab 2005) erworben wurden.
Von der Altpension wird so der Prozentsatz der alten Monate herangezogen und von der APG-Pension der Prozentsatz der APG-Monate. Beide anteilsmäßigen Leistungen werden addiert und ergeben die Pension nach der Parallelrechnung.
| Beispiel Parallelrechnung                          | Beispiel Parallelrechnung          |
| -------------------------------------------------- | ---------------------------------- |
| Annahme fiktive Altpension (Rechtslage vor 2005)   | € 1.600,-                          |
| Annahme fiktive APG-Pension (laut oberem Beispiel) | € 1.424,-                          |
| Annahme Anteil der Versicherungsmonate             | nach Altrecht 40 % – nach APG 60 % |
| ergibt anteilsmäßige Altpension                    | € 1.600,- x 40 % = € 640,-         |
| ergibt anteilsmäßige APG-Pension                   | € 1.424,- x 60 % = € 854,40        |
| ergibt eine monatliche Bruttopension               | € 640,- + € 854,40 = 1.494,40      |

### Neues Pensionskonto (ab 1. Jänner 2014)
Mit der Einführung des neuen Pensionskontos ab 1. Jänner 2014 werden die Pensionen für alle ab 1. Jänner 1955 geborenen Personen ausschließlich auf Basis eines einzigen Pensionskontosystems berechnet.

#### Kontoerstgutschrift
Personen, die ab 1. Jänner 1955 geboren sind und bis zum 31. Dezember 2004 mindestens einen Versicherungsmonat erworben haben, erhalten eine Kontoerstgutschrift:
Die bis Ende 2013 erworbenen Versicherungsmonate werden zusammengeführt und als Kontoerstgutschrift ins neue Pensionskonto übertragen.
Ab 1. Jänner 2014 gibt es keine andere Pensionsberechnung mehr, es gilt ausschließlich die Berechnung mit dem neuen Pensionskonto.

## Antrittsalter
Für öffentlich Bedienstete mit Beamtenstatus galt ein Antrittsalter von 60 Jahren, das mit der Pensionsreform 2003 bis 2017 sowohl für Männer als auch für Frauen auf 65 Jahre angehoben wurde. Für Vertragsbedienstete und Dienstnehmer der Privatwirtschaft gilt ein Antrittsalter von 60 Jahren für Frauen und von 65 Jahren für Männer. Beginnend mit 2024 soll bis 2033 das Antrittsalter für Frauen an das der Männer angehoben werden. Mit Anfang 1993 wurde eine Anpassung des Antrittsalters für Frauen an das der Männer in den Verfassungsrang gehoben und dadurch dem Zugriff des Verfassungsgerichtshofes entzogen, der das unterschiedliche Antrittsalter als verfassungswidrig erkannt hatte.
| Pensionsantritt für Frauen | Pensionsantritt für Frauen | Pensionsantritt für Frauen |
| Geburtsdatum               | Antrittsalter              | Antrittsdatum              |
| -------------------------- | -------------------------- | -------------------------- |
| bis 31.12.1963             | 60 Jahre                   | bis 31.12.2023             |
| 1.1. – 30.6.1964           | 60,5 Jahre                 | 1.7. – 31.12.2024          |
| 1.7. – 31.12.1964          | 61 Jahre                   | 1.7. – 31.12.2025          |
| 1.1. – 30.6.1965           | 61,5 Jahre                 | 1.7. – 31.12.2026          |
| 1.7. – 31.12.1965          | 62 Jahre                   | 1.7. – 31.12.2027          |
| 1.1. – 30.6.1966           | 62,5 Jahre                 | 1.7. – 31.12.2028          |
| 1.7. – 31.12.1966          | 63 Jahre                   | 1.7. – 31.12.2029          |
| 1.1. – 30.6.1967           | 63,5 Jahre                 | 1.7. – 31.12.2030          |
| 1.7. – 31.12.1967          | 64 Jahre                   | 1.7. – 31.12.2031          |
| 1.1. – 30.6.1968           | 64,5 Jahre                 | 1.7. – 31.12.2032          |
| ab 1.7.1968                | 65 Jahre                   | ab 1.7.2033                |
| Pensionsantritt für Männer |                            |                            |
|                            | 65 Jahre                   |                            |

Seit Ende 2011 wird eine vorgezogene Anhebung diskutiert. Eine um fünf Jahre geringere Beitragszahlung wird als (Mit-)Ursache für das geschlechtsspezifisch geringere Erwerbs- und Pensionseinkommen herangezogen, vgl. Gender-Pay-Gap. Politisch wird das ungleiche Antrittsalter teilweise als „Pfand“ für andere Gleichstellungsmaßnahmen herangezogen.
Aufgrund des früheren Pensionsantritts einerseits, der deutlich höheren Lebenserwartung andererseits und der daraus resultierenden längeren Pensionsbezugsdauer kann die österreichische Durchschnittsfrau trotz geringerer monatlicher Pension insgesamt mit rund 87.000 Euro mehr Pensionsleistungen als der Durchschnittsmann rechnen.